# Évelyne Sullerot
Évelyne Sullerot (Montrouge, 10 oktober 1924 – Parijs, 31 maart 2017) was een Franse feministe. Ze was de auteur van vele wetenschappelijke werken over feminisme en vrouwenrecht, waarvan een groot deel is vertaald in het Nederlands. Ze was mede-oprichter van de Mouvement français pour le planning familial (Franse beweging voor gezinsplanning). Sullerot is vooral bekend van de wet van Sullerot.

## Vroege leven
Évelyne Sullerot groeide op in een protestants gezin. Ze was de derde van vijf kinderen van André Hammel en Georgette Roustain. Haar vader, een arts, richtte een van de eerste psychiatrische klinieken in Frankrijk op. Georgette Roustain was lid van het Franse verzet tegen Pétain. Ze stierf in de Tweede Wereldoorlog (januari 1943) aan een astma-aanval terwijl ze wachtte op een trein om haar zoon te bezoeken die vastzat wegens hulp aan het verzet. André Hammel bleef alleen om voor de jongere kinderen te zorgen. Évelyne Sullerot bleef tijdens haar studie filosofie bij het gezin wonen en sloot zich ook aan bij het verzet. André Hammel en Georgette Roustain kregen postuum de eretitel Rechtvaardige onder de Volkeren voor het redden van 11 joden tijdens de Tweede Wereldoorlog.
Sullerot was de achternicht van een van de initiatiefnemers van de feministische beweging in Frankrijk, Louise Massebiau-Compain.

## Carrière
In 1955 richtte Sullerot samen met gynaecoloog Marie-Andrée Weill-Halle Maternité Heureuse (gelukkig moederschap) op, een organisatie ter bevordering van anticonceptie. In 1960 werd deze organisatie omgedoopt tot Mouvement français pour le planning familial. Samen met Simone Veil wordt ze in Frankrijk gezien als een van de feministische voorvechters die de beschikbaarheid van anticonceptie bevorderde. In 1967 creëerde ze aan de Parijse universiteit, Université Paris Nanterre, het eerste leerprogramma ter wereld op basis van sociologisch onderzoek van vrouwen: de la génétique à la place des femmes dans la vie politique, en passant par la sociologie et le travail des femmes (de plaats van vrouwen in het politieke leven via sociologie en vrouwenarbeid).  Ze werd benoemd tot Commandeur de la Légion d'honneur en Grand-Officier de l'Ordre national du Mérite wegens haar verdiensten op het vlak van feminisme. Ze was adviseur van de Europese Gemeenschap en de Verenigde Naties.
Sullerot is vooral bekend van de Wet van Sullerot, waarin zij stelt dat er een verband is tussen beroepen waarin veel vrouwen werken, en het aanzien van deze beroepen.

## Werken
Sullerot was de auteur van diverse wetenschappelijke werken over feminisme en vrouwenrechten. Werken van Sullerot zijn onder meer Histoire et sociologie du travail féminin (vertaald als Geschiedenis en sociologie van de vrouwenarbeid door B. Lipschits-Linnewiel) en Demain les femmes (vertaald als De vrouw van morgen). De vertaalde werken van Sullerot vormden een inspiratie voor de Tweede feministische golf in Nederland. Voor de Europese Gemeenschap schreef zij De vrouwenarbeid en de daarmee verbonden problematiek in de lid-staten van de Gemeenschap. Ze schreef ook romans en trad op in diverse documentaires en films.

## Persoonlijk leven en dood
Sullerot was getrouwd met François Sullerot, met wie ze vier kinderen had. Ze stierf op 31 maart 2017 aan kanker op de leeftijd van 92 jaar.